# Ejército Afgano
El Ejército Afgano es la fuerza terrestre de las Fuerzas Armadas del Emirato Islámico de Afganistán, el ejército afgano fue entrenado por las fuerzas de la coalición internacional, para posteriormente tomar el liderazgo en las operaciones terrestres desarrolladas en el territorio de la República Islámica de Afganistán.
El Ejército Afgano fue establecido formalmente en la década de 1880, cuando la nación era dirigida por el Emir Abdur Rahman Khan. Anteriormente, la fuerza era una combinación de fuerzas y milicias tribales, actuando como una fuerza especial bajo el mando del gobierno afgano. Durante los '60 hasta principios de los '90, el Ejército afgano fue entrenado por la Unión Soviética. Para 1992, el Ejército se fragmentó en milicias regionales, leales a señores de la guerra locales. En 1996, el Régimen Talibán tomó el poder, contando con sus propias Fuerzas Armadas. Luego de la remoción del Talibán, a finales del año 2001, el nuevo Ejército Nacional Afgano fue creado con el apoyo de los Estados Unidos y otros países miembros de la OTAN.
El ENA está siendo equipado con armas modernas e instalaciones de alojamiento nuevas. Desde 2002, miles de millones de dólares norteamericanos, en forma de equipo, instalaciones y otras formas de ayuda han sido provistos al ENA. La mayoría de las armas provienen de USA, incluyendo 2,500 Humvees, decenas de miles de rifles de asalto M-16, chalecos antibalas, así como otros tipos de armas y vehículos. Estos gastos también incluyen la construcción de un Centro de Comando Militar, con campos de entrenamiento en diferentes partes del país.
Con la iniciativa de disolver las milicias o a los grupos que apoyan al Talibán, el gobierno afgano ha ofrecido dinero y entrenamiento vocacional para miembros encuadrados del ENA. Para junio del 2012, el Ejército Nacional Afgano estaba compuesto, por unas 200,000 tropas activas.
El objetivo del Ministerio de Defensa Afgano fue expandir la fuerza a alrededor de 134,000 tropas. De todas formas, el presidente estadounidense Barack Obama, abogó por una expansión de al menos 260.000 tropas en los próximos cinco años a un costo de $20 mil millones. Todos los gastos de expansión, incluyendo la paga y la adquisición de material, subvencionados por el Gobierno de los Estados Unidos.
Tras la retirada de las tropas estadounidenses y aliadas de Afganistán en agosto de 2021, además de una rápida ofensiva llevada a cabo por los talibanes, el ejército se desintegró en gran medida. Tras la fuga del presidente Ghani y la caída de Kabul, los soldados restantes de la ANA abandonaron sus puestos o se rindieron a los talibanes. Según los informes, algunos miembros del ejército se unieron al Frente de Resistencia Nacional anti-Talibán de Afganistán en el Valle de Panshir.

## Historia

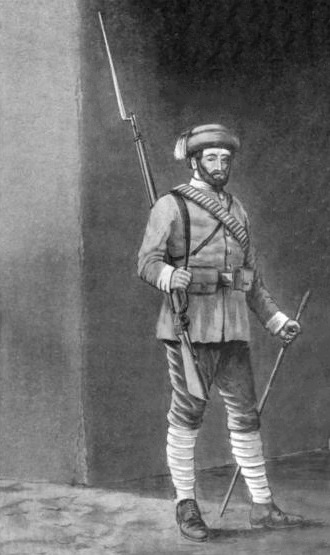
soldado en 1890

El Ejército Nacional Afgano existio desde la década de 1880, cuando el país era mandado por el emir Abdur Rahman Khan. Previamente, desde 1709 a 1880, el Ejército de Afganistán era, usualmente, una mezcla de fuerzas tribales y milicianos, actuando como una fuerza especial, bajo el mando del gobernante de turno. El ejército fue modernizado por el rey Amanulá Khan a principios del 1900, justo antes de la tercera guerra anglo-afgana. El rey Amanulá Khan y su Ejército Afgano derrotaron a los británicos el 19 de agosto de 1919, cuando Afganistán declaró su plena independencia del Reino Unido. La fuerza fue nuevamente modernizada o actualizada durante el régimen del rey Zahir Shah, que comenzó en 1933.
Durante los '60 hasta principios de los '90, el Ejército Afgano fue entrenado por la Unión Soviética. Protagonizó junto a la Fuerza Aérea el golpe de Estado con el cual Mohammed Daud Khan tomó el poder en 1973. En 1978, las Fuerzas Armadas, con ayuda de milicias populares y el Partido Democrático Popular, llevaron a cabo la Revolución de Saur.
Al comenzar la guerra civil, en los '80, el Ejército se vio involucrado en la lucha contra los grupos rebeldes muyahidines (fundamentalistas), en conjunción con el Ejército Soviético. A partir de 1989, prosiguió la lucha solo con las demás fuerzas afganas contra los muyahidines. En 1992, la entonces República de Afganistán fue derrotada y el Ejército profesional dejó de existir.
Se formaron entonces fuerzas de milicianos regionales, que proveían seguridad a su propia gente, que habitaban las zonas bajo su control. El país fue dividido en zonas controladas por diferentes “Señores de la Guerra”, y no existía un ejército oficial en el país (ahora Estado Islámico).

Esta era fue seguida por el Régimen Talibán en 1996, que removió las milicias locales y decidió controlar el país mediante la Ley Islámica de la Sharia. Los talibanes también tenían sus propias fuerzas y comandantes, algunos de los cuales fueron entrenados por la “Dirección de Inteligencia Inter-Services” (ISI) o las Fuerzas Armadas de Pakistán y por la CIA en la región fronteriza de la “Línea Durand”. Luego que el talibán fuera removido a finales del 2001, el nuevo Ejército Nacional Afgano fue creado con la ayuda de Estados Unidos y los países de la OTAN.

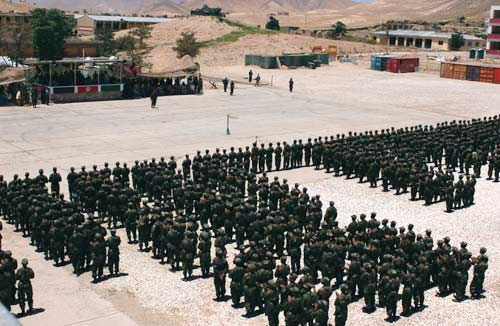
Primera promoción de graduados del nuevo ENA en 2002.

Luego de su elección como Presidente de Afganistán, Hamid Karzai puso como uno de sus objetivos formar una fuerza de al menos 70,000 hombres para 2009. De todas formas, muchos expertos occidentales, así como el ministro de defensa afgano, Abdul Rahim Wardak, creyeron que esa cifra era insuficiente, y la nación necesitaba, como mínimo de 200,000 tropas activas para protegerse de los talibanes y Al-Qaeda entre otros.
El primer batallón fue reclutado y entrenado por el 1.er Batallón, 3.er Grupo de Fuerzas Especiales de Fort Bragg (SFG), bajo el comando del teniente coronel McDonnell. El 3.er SFG construyó las instalaciones de entrenamiento usando una vieja instalación soviética en el lado este de Kabul, cerca del entonces cuartel general de la ISAF. El primer entrenamiento comenzó aproximadamente a finales de mayo del 2002, con un difícil pero exitoso reclutamiento, trayendo miles de nuevos reclutas de todas partes del país. El entrenamiento fue realizado en pashto, tayik y algo de árabe debido a la gran variedad étnica.
Para enero de 2003, 1,700 soldados, distribuidos en cinco Kandaks (Palabra en Pashto para Batallones) habían completado un curso de entrenamiento de 10 semanas, y para junio del mismo año un total de 4,000 hombres habían sido entrenados. Los principales problemas al iniciar el reclutamiento fueron la falta de cooperación por parte de los “Señores de la Guerra” locales y la inconsistencia de la asistencia internacional. El problema de la deserción afecto con mucho a la fuerza en un primer momento: para el verano de 2003, la tasa de deserción se estimaba en un 10% y para mediados de marzo de 2004 se calculaba que 3,000 soldados habían desertado.
Los soldados del nuevo ejército inicialmente recibían $30 dólares mensuales durante el entrenamiento y $50 dólares mensuales luego de la graduación; desde entonces el salario percibido por los combatientes aumento hasta llegar a los $120 dólares. Algunos reclutas estaban por debajo de los 18 años de edad, y muchos de ellos no saben leer ni escribir. Los reclutas que solo hablaban Pashto aparte experimentaron dificultades porque la instrucción era dada generalmente por intérpretes que hablaban Dari. El crecimiento fue continuo, a pesar de todas las desavenencias y obstáculos, y el ENA ya contaba con 5,000 hombres para julio de 2003. En ese mes, aproximadamente 1,000 soldados del ENA fueron desplegados al mando de tropas aliadas durante la Operación Warrior Sweep, siendo la primera operación de combate importante para las tropas afganas.

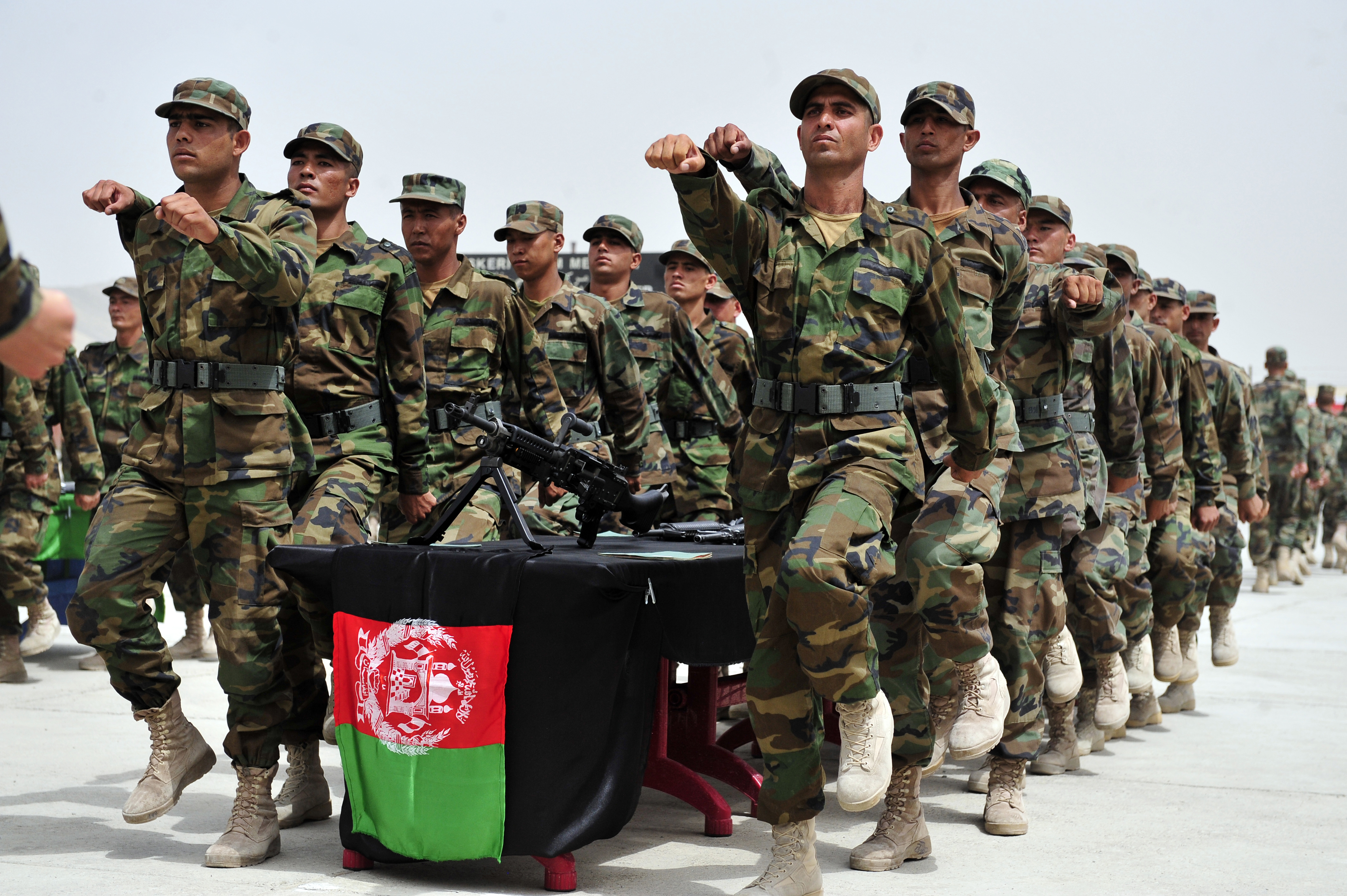

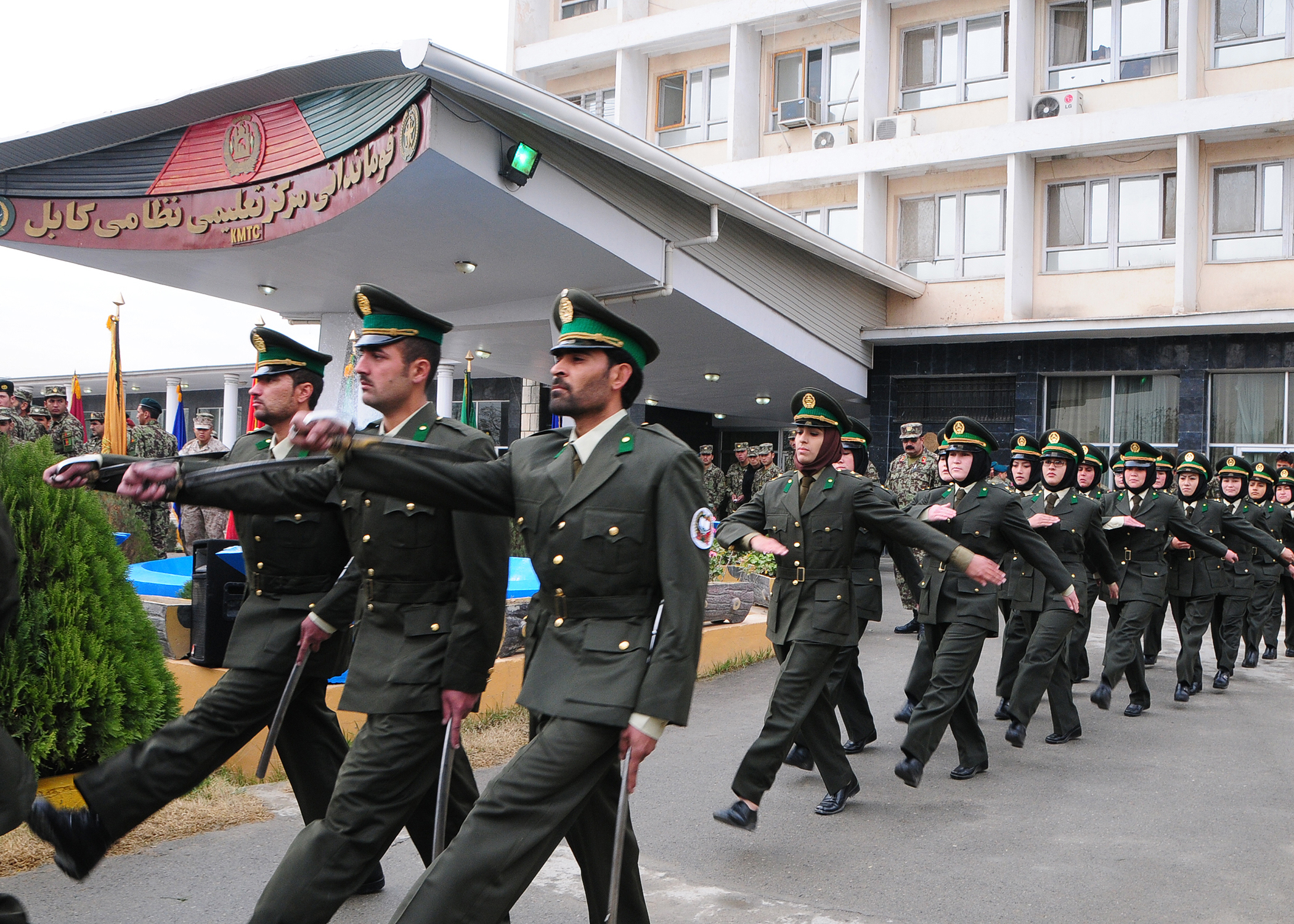

| Soldados  | Año       |
| --------- | --------- |
| 90,000    | 1978      |
| 100,000   | 1979      |
| 25-35,000 | 1980-1982 |
| 35–40,000 | 1983-1985 |
| 1,750     | 2003      |
| 13,000    | 2004      |
| 21,200    | 2005      |
| 26,900    | 2006      |
| 50,000    | 2007      |
| 80,000    | 2008      |
| 90,000    | 2009      |
| 134,000   | 2010      |
| 164,000   | 2011      |
| 200,000   | 2012      |

## Estado del Ejército afgano en junio de 2012

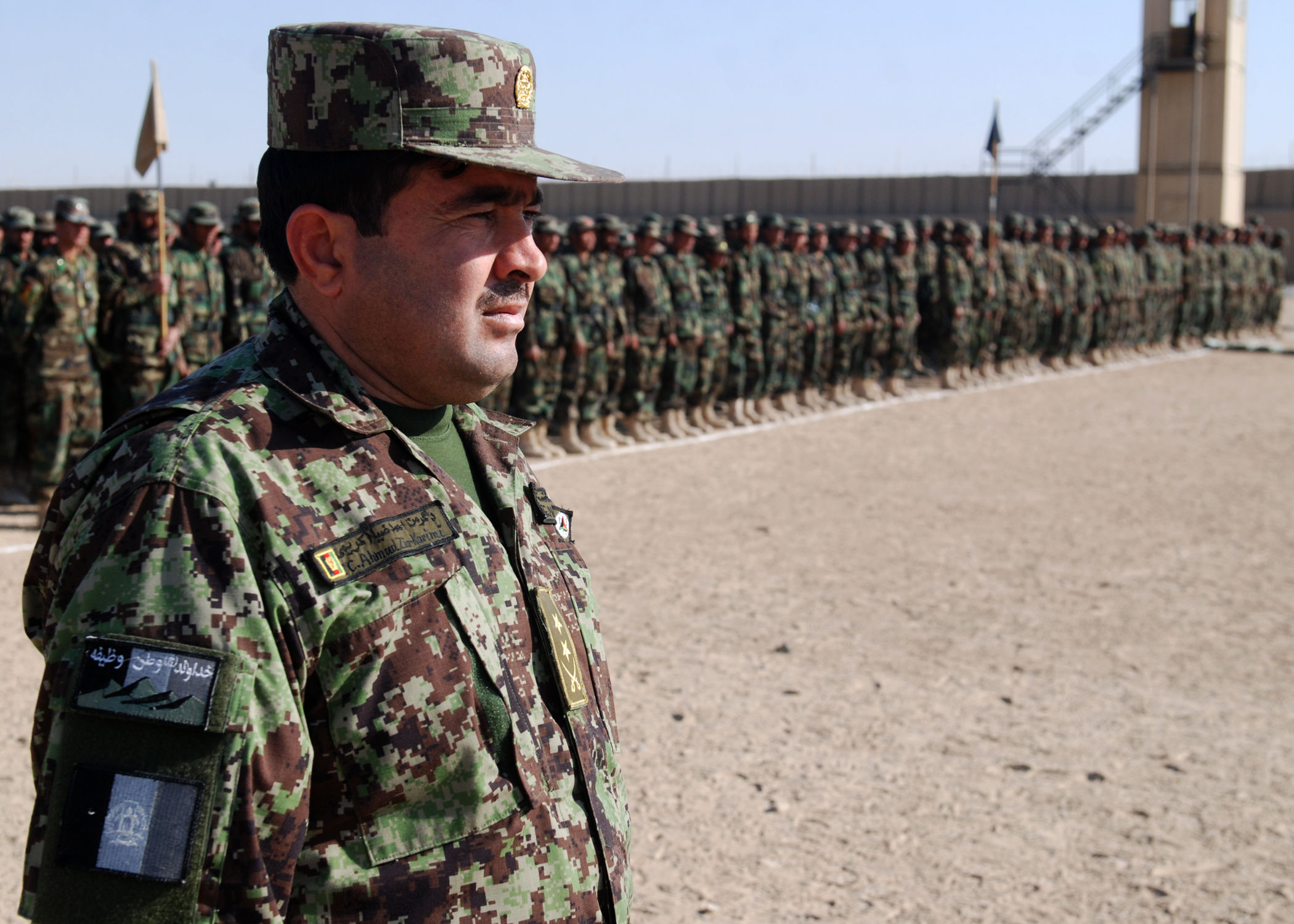

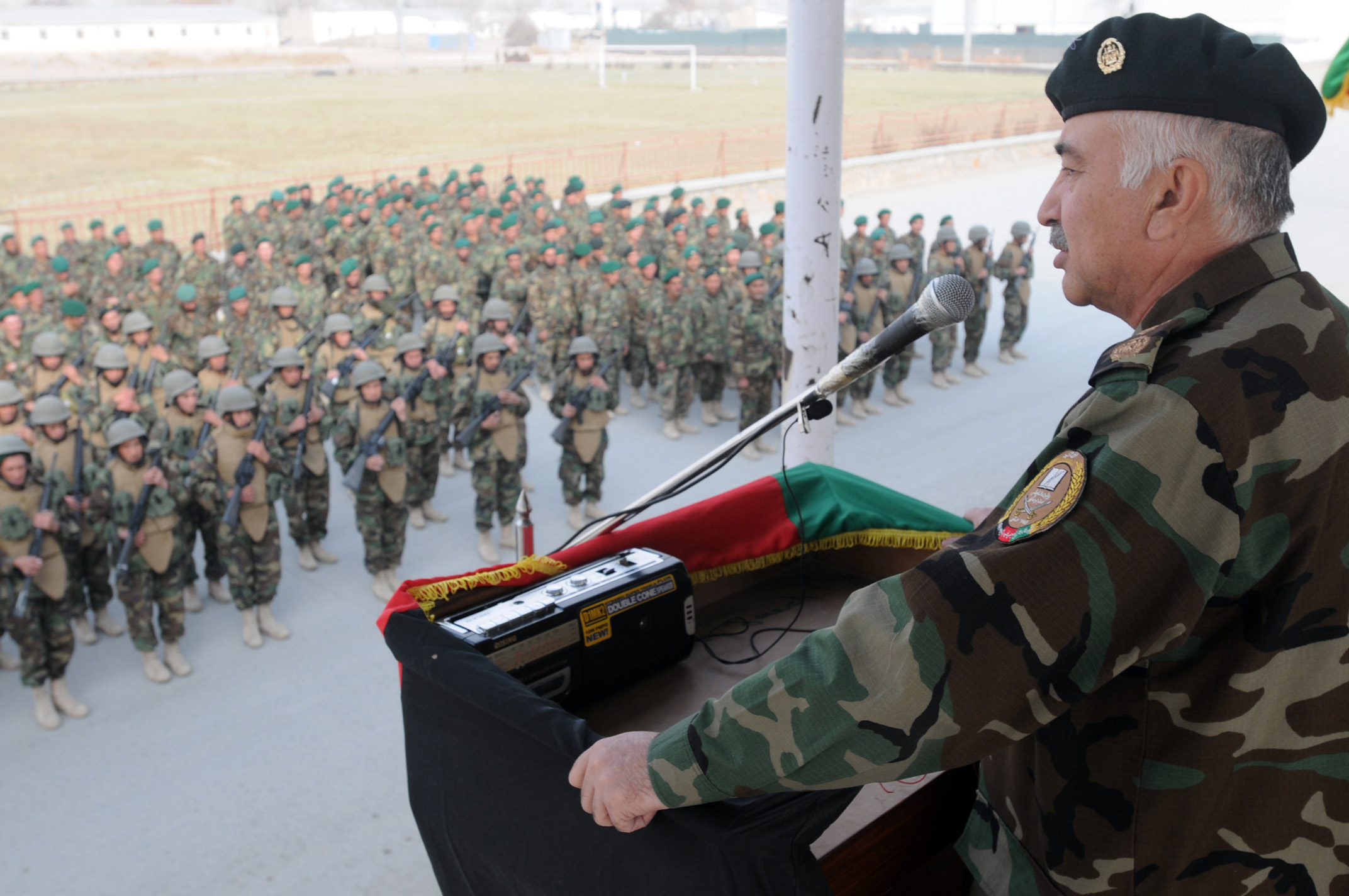

Para junio de 2012, el total de hombres esta por encima de los 200,000. Las instalaciones y los planes de capacitación están siendo rápidamente ajustados al significativo aumento de los esfuerzos de reclutamiento, para cubrir las necesidades en cuanto a tropas en actividad.

### El Batallón
La unidad básica del Ejército Nacional Afgano es el kandak (batallón), formado por 600 hombres. La vasta mayoría son de infantería, con al menos un Batallón de Infantería Mecanizada y un Batallón de Tanques, habiendo planes para crear más de estos. Una unidad de fuerzas especiales elite, basada en los Rangers del Ejército de los Estados Unidos está siendo formada. El plan es incluir 3,900 hombres en seis batallones bajo la tutela de fuerzas francesas y norteamericanas. Cada Cuerpo del Ejército tendrá asignado un Batallón Comando, siendo cada sexto batallón una unidad especial de seguridad bajo la supervisión del Ministerio de Defensa Afgano.
En septiembre del 2005, 28 de los 31 Batallones del Ejército Nacional Afgano estaban listos para operaciones de combate y muchos ya habían participado en algunos. Por lo menos nueve brigadas están planeadas hasta ahora, cada una formada por seis batallones. Para el primero de marzo de 2007 la mitad de la fuerza planeada en unos 70,000, había sido alcanzada con 46 de los 76 batallones planeados para el ejército en operaciones en solitario o en cooperación con fuerzas de la OTAN. El tamaño y límites del ENA fue especificado en el Acuerdo Bonne II, firmado en 2002. Este acuerdo significó la formación de ENA y las Fuerzas Armadas de Afganistán bajo la doctrina de la OTAN.

### Brigadas
Un total de 14 brigadas, que serán primeramente orientadas regionalmente están planeadas para 2008. De acuerdo con la “Comando Combinado de Transición y Seguridad para Afganistán” (CSTC-A), trece de estas brigadas serán de infantería ligera, una de infantería mecanizada y una adicional de comandos.

### Cuerpos

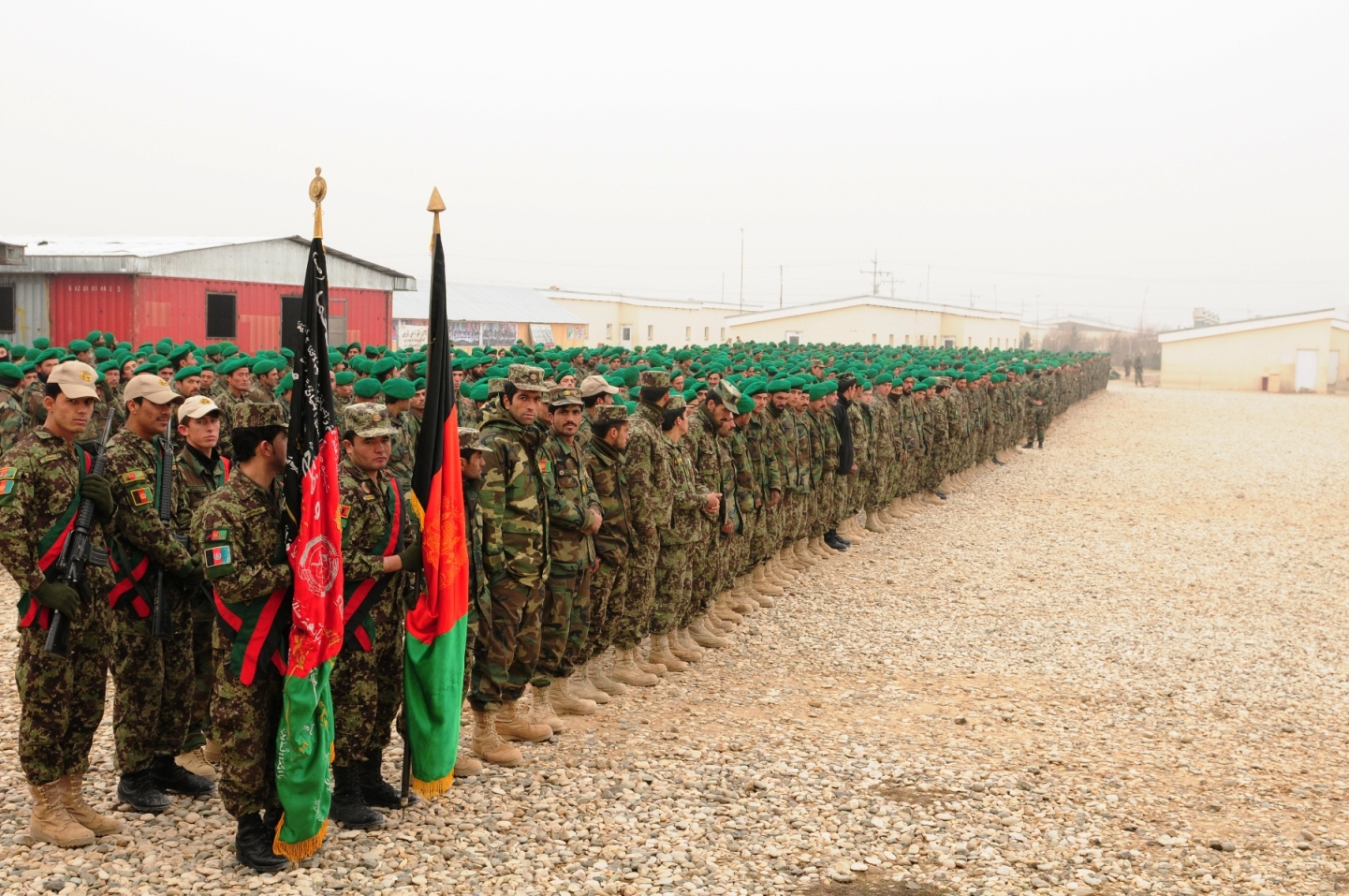
209.º Cuerpo Basado en Mazari Sharif

Actualmente el ENA mantiene seis Cuerpos. El establecimiento de los cuerpos empezó cuando cuatro comandantes de cuerpo regionales y parte de su Estado Mayor fueron apuntado el 1 de septiembre de 2004.
Cinco sirven como comandos regionales para el ENA:
- El 201.er Cuerpo basado en Kabul (del cual la 3.ª Brigada, en Pol-e-Chakri, es una brigada mecanizada, que incluye vehículos M-113[28] y tanques de fabricación soviética[29])
- El 203.er Cuerpo basado en Gardez.
- El 205.º Cuerpo, liderado Gul Aqa Nahib basado en Kandahar.
- El 207.º Cuerpo basado en Herat.
- El 209.º Cuerpo Basado en Mazari Sharif.

El sexto Cuerpo es el “Cuerpo Aéreo del Ejército Nacional Afgano”, que es la vieja Fuerza Aérea Afgana. Existen planes para separar este Cuerpo nuevamente y reclamar el rol de la antigua Fuerza Aérea como una rama independiente del ejército.

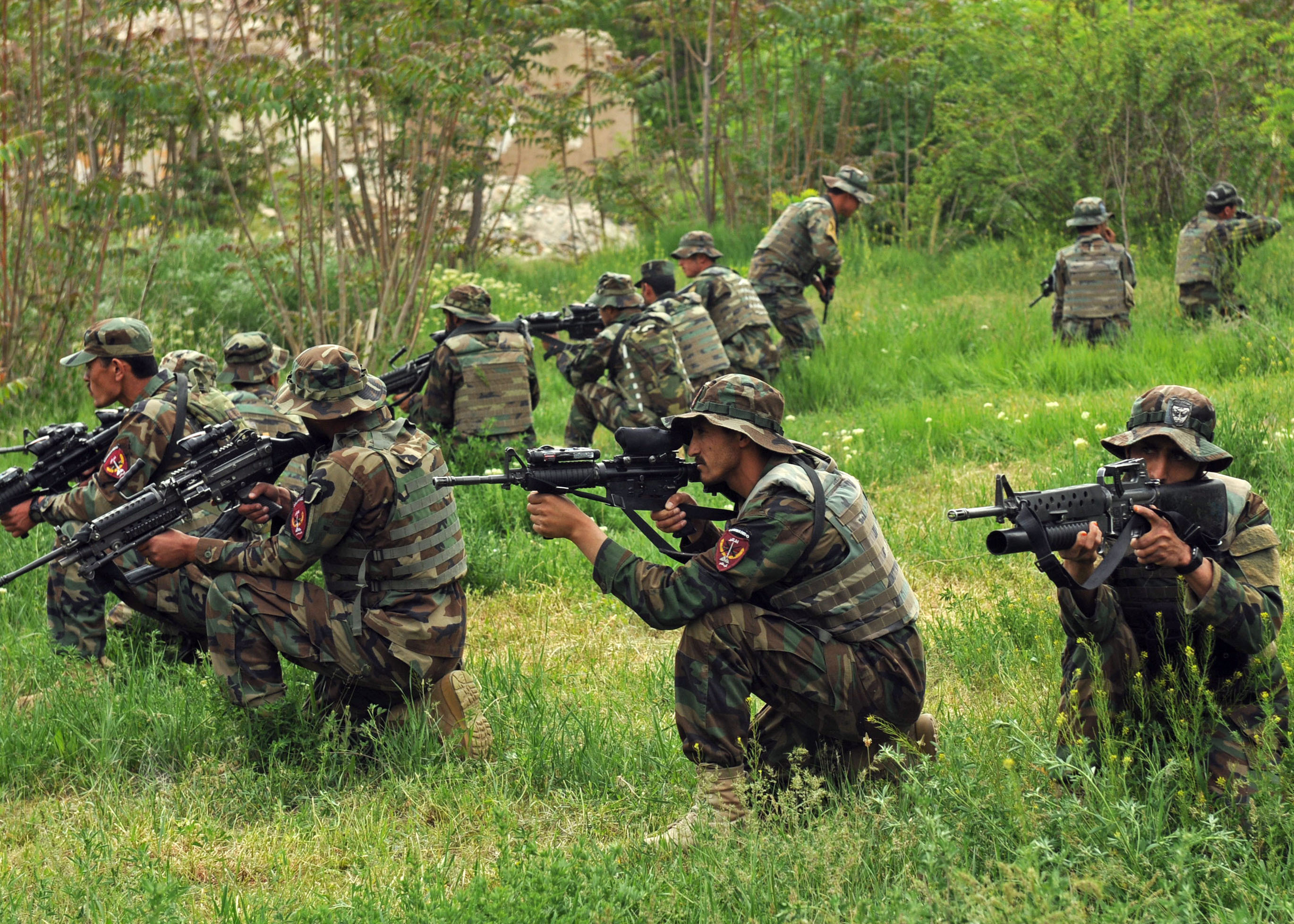
Comandos

El 19 de octubre de 2006, como parte de la Operación Mountain Fury, los miembros del equipo de entrenamiento compuesto por las tropas regidas por el Capitán Andy Schouten y el Sargento de Primera Clase Jerry Ressler tutelaron y aconsejaron a una sección de artillería D30 del 4.º Batallón de la 2.ª Brigada del 203.er Cuerpo, para realizar la primera misión de fuego indirecto durante operaciones de combate, con hostigamiento y disparos indirectos. Tres días después, ellos condujeron exitosamente un contraataque (con la ayuda de un Radar Q-36 americano) que dio como resultado unas diez bajas enemigas.
Debido en parte a la gran cooperación, y monitoreo por parte de las fuerzas norteamericanas, el ENA, al contrario de la Policía Nacional Afgana, ha sido poco afectado por la corrupción. A finales de 2008, se anunció que el área de responsabilidad del 201.er Cuerpo sería dividida, formándose una División que se ocuparía de la protección de la capital, creada en Kabul, y dejando que el resto del Cuerpo concentrara sus esfuerzos a lo largo de la frontera.

### Comandos
En julio de 2007, se graduó en primer batallón de comandos. Los Comandos sufrieron un intenso curso de entrenamiento que duró tres meses, llevado a cabo por fuerzas especiales estadounidenses. Recibieron entrenamiento en técnicas de infantería avanzadas así como primeros auxilios y conducción táctica. Han sido totalmente equipados con equipo estadounidense y entrenados al estilo americano.
Los nuevos comandos afganos son el brazo de elite del creciente Ejército Afgano. Para el final del 2008, seis Batallones de Comandos estarán estacionados en las regiones al sur de Afganistán, asistiendo a las fuerzas canadienses. También hay mujeres soldado siendo entrenadas. La primera mujer paracaidista, Khatol Mohammadzai, entrenada durante la era soviética, se convirtió en la primera mujer General en el Ejército Nacional Afgano el 19 de agosto de 2002.

## Entrenamiento

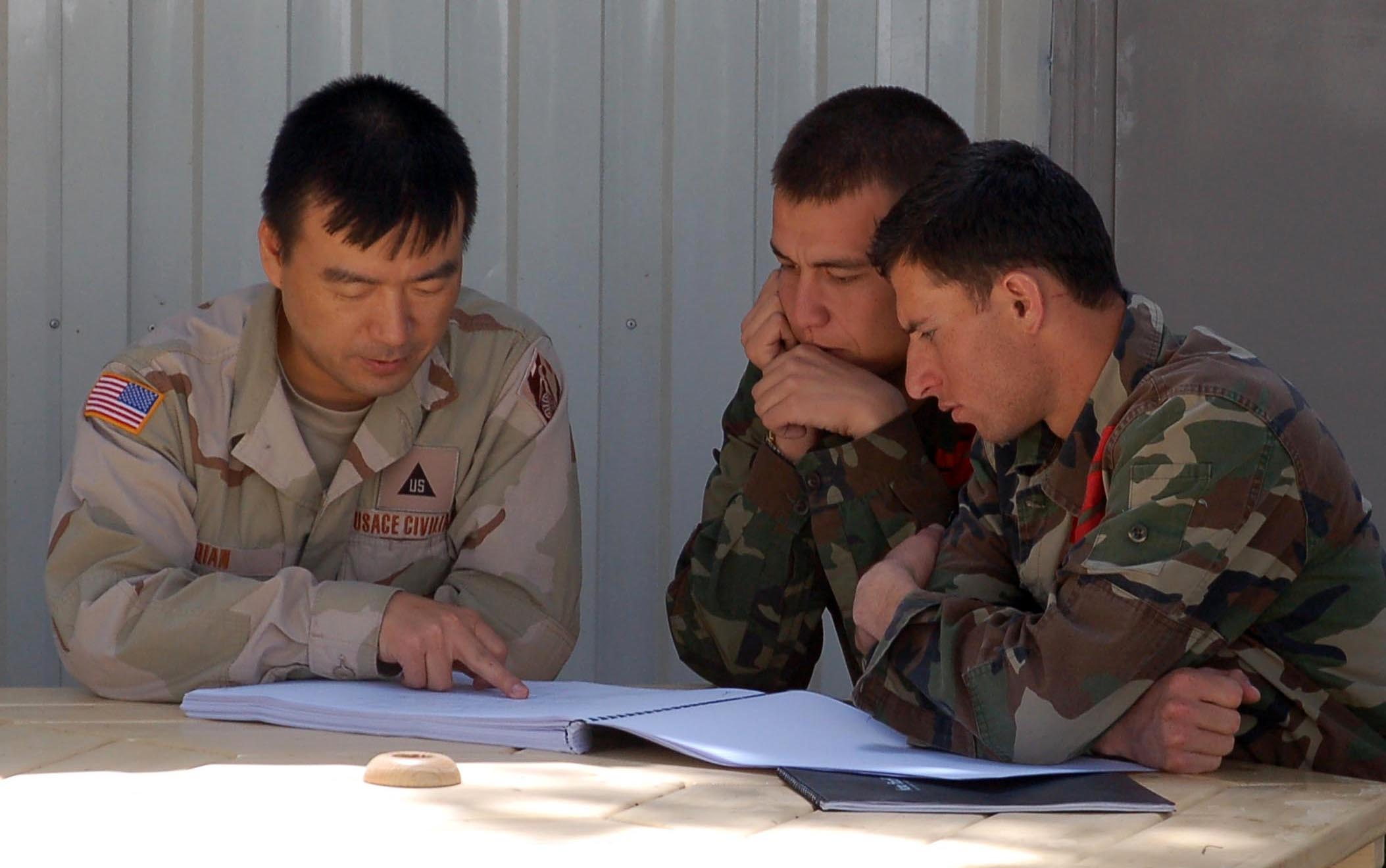
Un civil uniformado del Cuerpo de Ingenieros del Ejército de los Estados Unidos, a la izquierda, compartiendo material de instrucción con nuevos cadetes afganos, a la derecha.

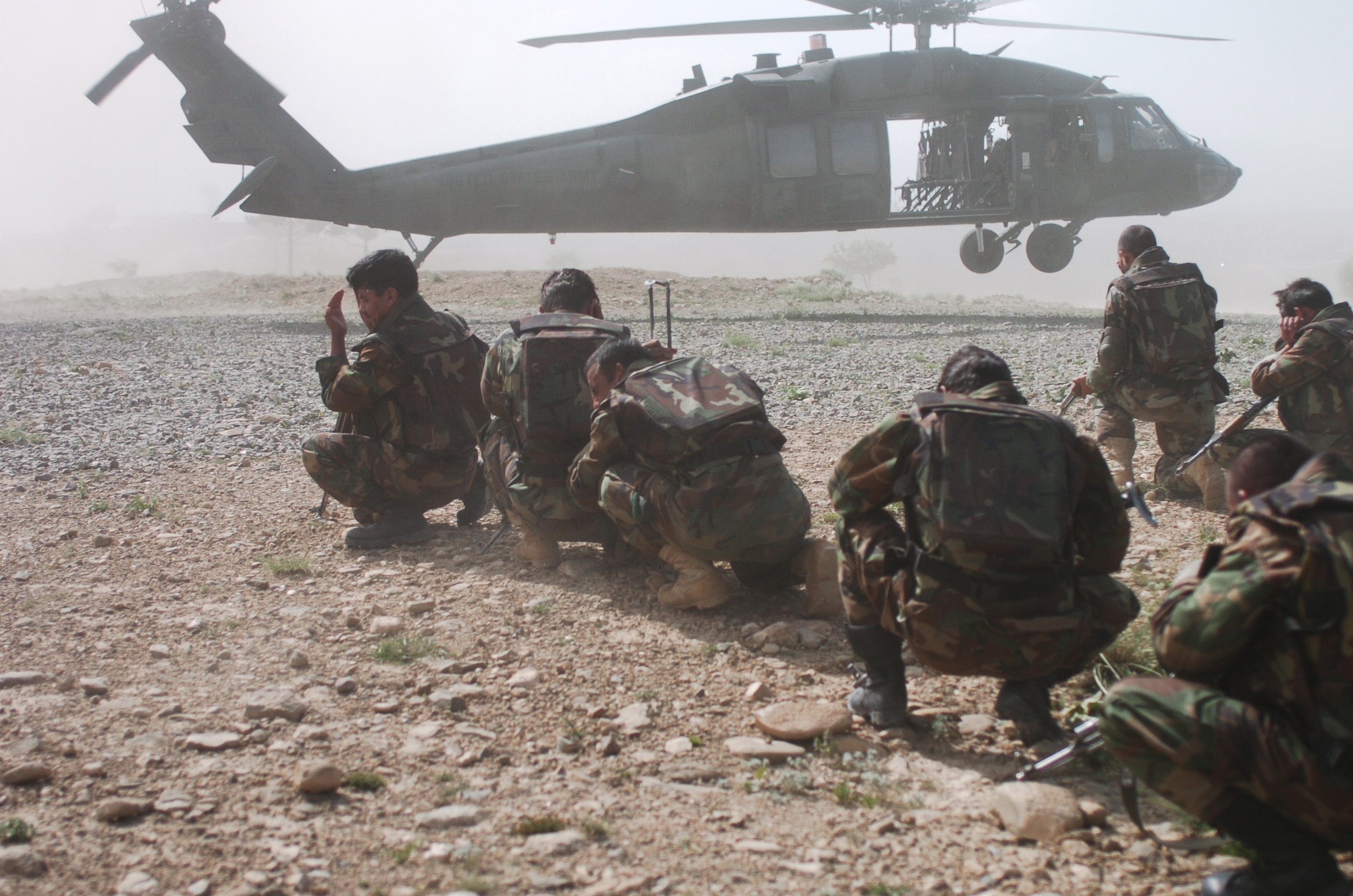
Soldados del ENA siendo entrenados en cómo llevar a cabo misiones de asalto aéreo, en un UH-60 Black Hawk

Miembros de las Fuerzas de la Coalición en Afganistán han tomado diferentes responsabilidades en la creación del ENA. Todos estos diferentes esfuerzos son controlados, desde la coalición, por el Comando de Transición de Seguridad Combinado – Afganistán (CSTC-A, por sus siglas en inglés), un comando internacional, de rango equivalente a dos estrellas, con su cuartel general en centro de Kabul. Por parte del ENA, desde julio del 2006, todo el entrenamiento y educación en el ejército es manejado e implementado por el recientemente formado Comando de Entrenamiento del Ejército Nacional Afgano (CEENA), un comando de dos estrellas que reporta directamente al Jefe del Estado Mayor. Todos los centros de entrenamiento y escuelas están bajo el mando del CEENA. Las Fuerzas de la ONU prestan ayuda al ENA para mantener el entrenamiento de nuevas tropas a través del Grupo de Tareas Phoenix. Este programa se formalizo en abril del 2003, y está basado en el Centro de Entrenamiento Militar Kabul, coordinando entrenamiento individual y colectivo y el soporte de la Coalición.

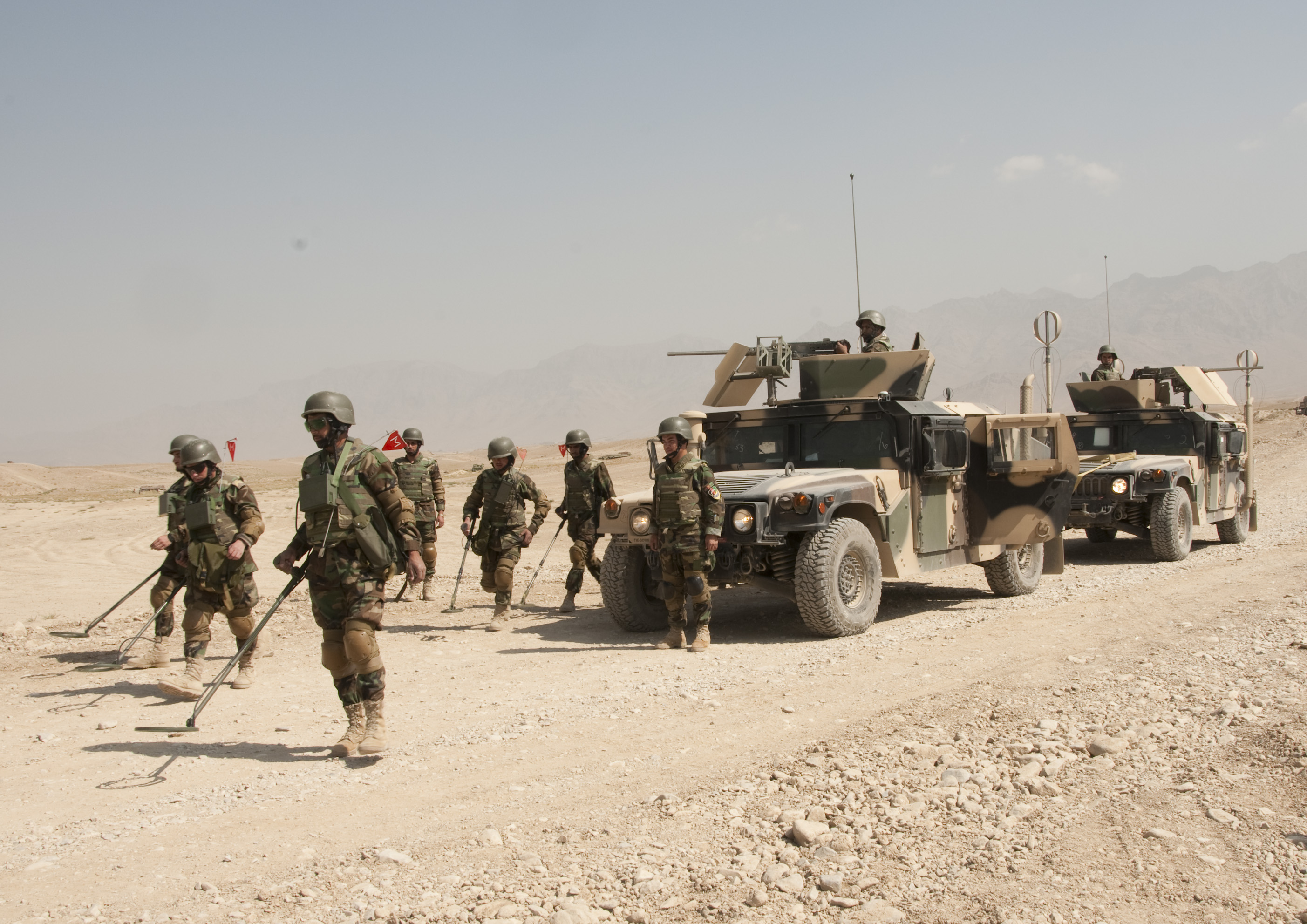

Cada unidad por encima del nivel del batallón tiene asignado un Equipo de Mentoría y Enlace Operacional. (EMEO) compuesto de instructores de la OTAN, que actúan como enlaces entre el ENA y la ISAF. Los EMEOs coordinan el planeamiento operacional y se aseguran que las unidades del ENA reciban el apoyo necesario.
El entrenamiento básico individual en llevado a cabo principalmente por Instructores del Ejército Nacional Afgano en el Comando de Entrenamiento del ENA, en el Centro de Entrenamiento Militar Kabul, en el lado este de la Capital. De todos modos, siguen recibiendo apoyo en varios niveles de asistencia por parte de la CSTC-A. Las Fuerzas Armadas de los Estados Unidos le asisten en el entrenamiento básico y avanzado de los reclutas enlistados. Los nuevos Suboficiales Instructores son entrenados en la Drill Instructor School, del Cuerpo de Marines de los Estados Unidos.
Un equipo consultivo del Ejército de Tierra Francés supervisa el entrenamiento de los Oficiales de Estado Mayor y comandantes de Pelotón o Compañías en una unidad de entrenamiento para Oficiales de Infantería/Comisionados llamada Brigada de Entrenamiento de Oficiales (BEO), también con base en el Centro de Entrenamiento Militar Kabul. Los candidatos para la BEO en los cursos de comandante de Pelotón y Compañías, usualmente son antiguas miembros de milicias u “oficiales” muyahidín, con varios niveles de experiencia militar.
El Reino Unido también lleva a cabo entrenamiento de oficiales de infantería en la Escuela de Candidatos de Oficiales (ECO). Mientras que esta es administrativamente bajo el control de la Brigada de Entrenamiento de Oficiales, funciona de forma separada. Los candidatos de la ECO son hombres jóvenes con poca o ninguna experiencia militar. El Ejército Británico también se encarga del entrenamiento inicial y avanzado de Suboficiales (u Oficiales No Comisionados) en una Brigada de Entrenamiento para Suboficiales separada.
Las Fuerzas Canadienses supervisan la porción del entrenamiento militar básico, llamado Ejercicio de Entrenamiento Combinado, donde soldados, suboficiales y oficiales aprendices son llevados juntos en entrenamiento de campo, a niveles de Pelotón, Compañía y (teóricamente) Batallón, para certificar que están listos para operaciones de campo. En los Cuerpos Regionales, los batallones de línea de ENA tienen adheridos un Equipo de Entrenamiento Integrado de la Coalición, que continúan con el aprendizaje de los mandos superiores del mismo y dan consejos en áreas como inteligencia, comunicaciones, fuego de apoyo, logística y tácticas de infantería.
La educación formal y desarrollo profesional es, actualmente, llevada a cabo por dos grandes escuelas del Comando de Entrenamiento del Ejército Nacional Afgano, ambas en Kabul.
- La Academia Militar Nacional de Afganistán (AMNA), localizada cerca del Aeropuerto Internacional de Kabul, es una Universidad Militar de cuatro años, de la cual egresan tropas de rango Teniente Segundo en una variedad de profesiones militares. Un contingente de instructores militares turcos y americanos ayudan a formar conjuntamente a los miembros de la AMNA.
- El Colegio de Comando y Estado Mayor (CCEM), localizada al sur de Kabul, prepara oficiales de rango medio para servir en los estados mayores de las brigadas y cuerpos. Francia estableció el CCEM a principios del 2004, y un cuadro de instructores del Ejército de Tierra Francés continua supervisando las operaciones en la escuela.

Se establecerá una Universidad Nacional de Defensa en un potencial sitio en el noroeste de la capital. Eventualmente todo el entrenamiento inicial para oficiales será re-localizado en la nueva Universidad.

## Operaciones

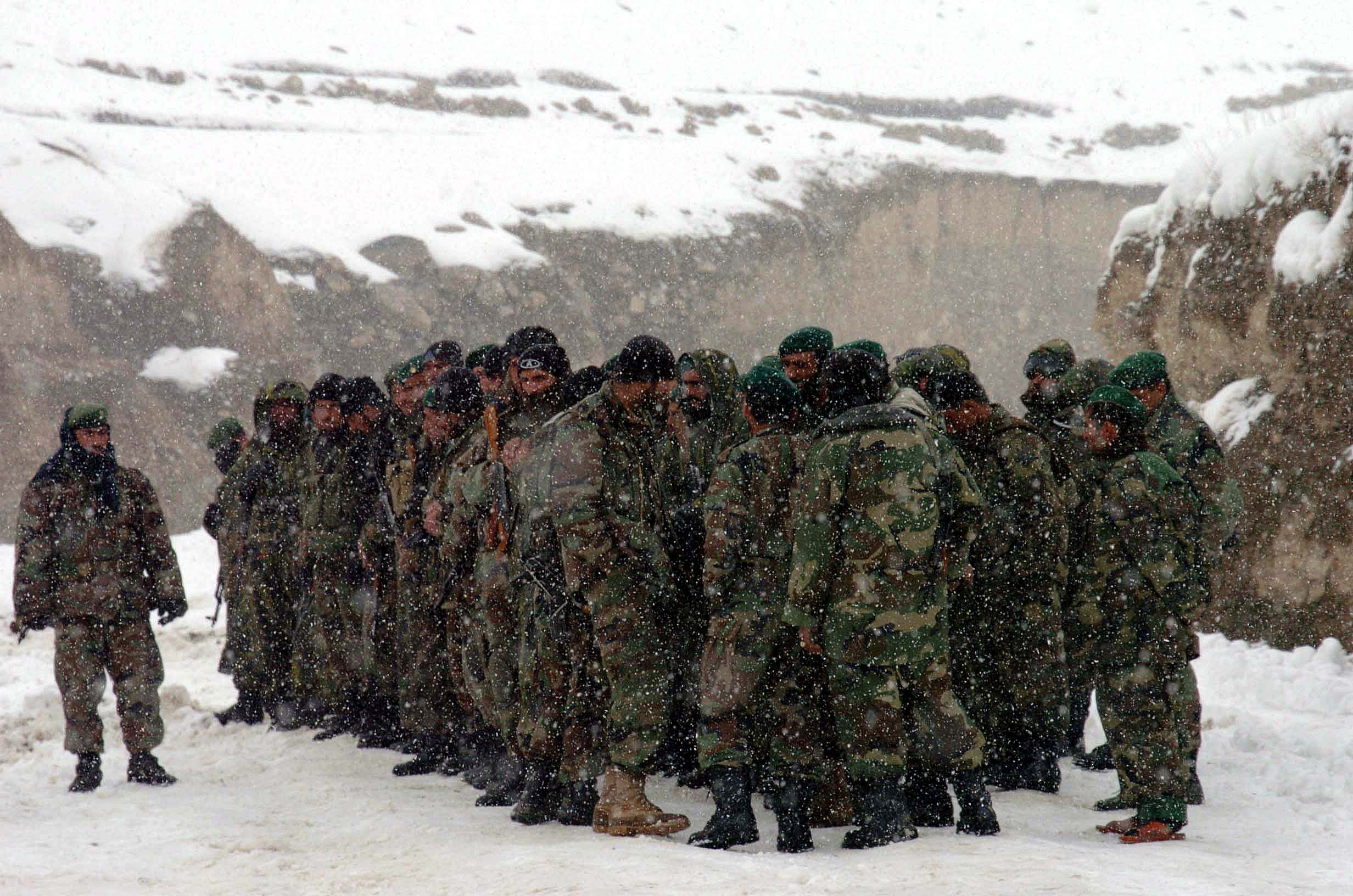
Un Pelotón de soldados durante las operaciones de rescate en febrero del 2005.

Luego del accidente del vuelo 904 de Kam Air el 4 de febrero de 2005, la ISAF hizo numerosos intentos de rescate con helicópteros, que fueron inefectivos. Pero cuando la tecnología falló, el ENA respondió con botas sobre la tierra. El ministro de Defensa ordenó al Cuerpo Central del ENA, preparar un equipo para rescatar a las víctimas, que aún se presumían vivas. El accidente ocurrió a una altitud de 3,400 metros, en el pico de la Montaña Chaperi, 32 kilómetros al este de la capital afgana.
El Ejército Afgano capturó a uno de los líderes talibanes, Mullah Mahmood, cerca de Khandahar, quien estaba vistiendo una Burkha. Mahmood era buscado por organizar ataques suicidas en la provincia de Kandahar. Más de cuarenta y nueve rebeldes talibán fueron muertos por las fuerzas afganas en una de las operaciones independientes llevadas a cabo por el ENA.
En una operación de rescate, el ENA desplegó sus helicópteros Mi-8 y evacuó víctimas de inundaciones en el distrito de Ghorban, provincia de Parwan. Soldados afganos evacuaron sanas y salvas a 282 familias a sitios seguros.

### Operación Aquiles
El Ejército Afgano, junto con fuerzas de la ISAF, ocupó exitosamente puntos fuertes de extremistas talibán. Esta operación fue lanzada el 6 de marzo de 2007, para estabilizar el norte de la provincia de Helmand, para que el gobierno pudiera comenzar la reconstrucción.

### Batalla de Musa Qala
Luego de 10 meses en manos de los talibanes, el pueblo de Musa Qala fue recuperado por el ENA apoyado por la ISAF y la Coalición. Los insurgentes talibán se dispersaron hacia el norte.

### Operación Garra de pantera
La operación Panther's Claw (en español: Garra de pantera) fue una operación militar liderada por el Reino Unido en la provincia sureña de Helmand. Reino Unido, Afganistán, Dinamarca y Estonia contribuyeron para formar un total de 3.000 soldados para la misma. La alianza atacó bases talibanes en Afganistán y Pakistán envueltas en el tráfico de drogas. La batalla, durante un tiempo coincidió con la operación conjunta afgano-americana Golpe de Espada.

### Operación Golpe de Espada
Fue una ofensiva en proceso, liderada por fuerzas norteamericanas en la provincia de Helmand. Alrededor de 4.000 Marines de la 2nd Marine Expeditionary Brigade, así como 650 soldados afganos están envueltos, contando con apoyo aéreo de la OTAN. La operación comenzó cuando fueron movilizadas unidades dentro del valle de Río Helmand el 2 de julio de 2009. Esta fue la ofensiva más grande emprendida por los Marines desde la Segunda batalla de Faluya en 2004. Esta también fue la ofensiva aérea más grande desde la guerra de Vietnam.

### Operación Moshtarak
La Operación Moshtarrak ("Juntos" en persa darí) fue una ofensiva de la Coalición internacional, en la provincia de Helmand, al sur de Afganistán. Esta operación se inició el 13 de febrero de 2010 y finalizó el 7 de diciembre de 2010, tomando como teatro de operaciones el distrito de Nad Ali y Lashkar Gah, siendo llevada a cabo por fuerzas del Ejército Nacional Afgano y del Ejército Británico, con el apoyo del Cuerpo de Marines (USMC) y del Ejército de los Estados Unidos. Se presume que el principal punto de la ofensiva fue la provincia de Marjah. Participaron un número aproximado de 4.000 marines estadounidenses, 4.000 soldados británicos y cerca de 7.000 elementos de diversas naciones como son Afganistán, Canadá, Estonia y Dinamarca. Igualmente se estimó que hubo alrededor de 400 a 1000 talibanes en la zona.

## Equipamiento
Desde principios de la década de 1970, las fuerzas afganas han estado equipadas con el AK-47 soviético como principal fusil de asalto. En 2008 el ENA comenzó a reemplazarlo a favor del M16 estadounidense y el C7 canadiense, como parte de un esfuerzo de modernización que pretende cambiar no solo como los soldados manipulan sus armas, si no, posiblemente como luchan. También están cambiando sus viejas camionetas pick-up por Humvees, y adoptando otras armas de la OTAN en su arsenal. Algunas fuerzas especiales del ENA ya están equipadas con el M16. Es posible que el Ejército haga uso de material soviético remanente. Este mismo, tal vez, sea usado también por la Policía Nacional Afgana. Todos los AK-47 y sus variantes serán probados para saber si son utilizables y puestos en inventario para usos futuros. Esto se debe a que ahora el M16 y sus variantes son el arma estándar del ENA.

### Tanques de batalla principales
| Modelo  | Imagen | Origen          | Clase                       |
| ------- | ------ | --------------- | --------------------------- |
| T-62    |        | Unión Soviética | Carro de combate            |
| T-55    |        | Unión Soviética | Tanque de batalla principal |
| Tipo 59 |        | Unión Soviética | Tanque de batalla principal |

### Artillería y defensa aérea
| Modelo     | Imagen | Origen | Clase                            |
| ---------- | ------ | ------ | -------------------------------- |
| BM-14      |        |        | Lanzacohetes múltiple            |
| BM-21 Grad |        |        | Lanzacohetes múltiple            |
| ZSU-23-4   |        |        | Sistema Antiaéreo Autopropulsado |
| ZU-23-2    |        |        | Cañón automático                 |
| ZPU-4      |        |        | Cañón Antiaéreo                  |
| 2A18       |        |        | Obús                             |
| M1937      |        |        | Obús                             |
| M1943      |        |        | Obús                             |
| M1938      |        |        | Obús                             |
| M114       |        |        | Obús                             |
| Scud       |        |        | Misil Balístico Táctico          |

### Transportes blindados de personal
| Modelo | Imagen | Clase                                     | Cantidad | Fecha | Detalles |
| ------ | ------ | ----------------------------------------- | -------- | ----- | --- |
| M113   |        | Transporte blindado de personal           | 63       |       | |
| Humvee |        | Vehículo de alta movilidad multipropósito | 4,150    |       | En sus versiones blindadas M1151 y M1152 |
| PT-76  |        | Transporte blindado de personal           | 60       | 1996  | |
| BTR-80 |        | Transporte blindado de personal           |          |       | |
| BTR-60 |        | Transporte blindado de personal           | 300      |       | |
| BRDM-2 |        | Transporte blindado de personal           |          |       | La mayoría capturados durante la intervención soviética, y puestos en condiciones de servicio. Convertidos en un vehículo de fuego de apoyo con un cohete de 57 milímetros completo montado sacados de aviones u helicópteros y montados en la torreta. |
| BMP-1  |        | Transporte blindado de personal           | 120      |       | Durante la intervención soviética algunos BMP-1 cayeron en manos de los muyahidines quienes los usaron en su contra. |
| BMP-2  |        | Transporte blindado de personal           | 550      |       | La mayoría dejados por los rusos durante su retirada. |

### Armas Personales
| Modelo                      | Clase                   | Cantidad | Detalles |  |
| --------------------------- | ----------------------- | -------- | -------- |  |
| Makarov PM                  | Pistola semiautomática  |          |          |  |
| Stechkin APS                | Pistola ametralladora   |          |          |  |
| Tokarev TT-33               | Pistola semiautomática  |          |          |  |
| Pistola M9                  | Pistola semiautomática  |          |          |  |
| MP5                         | Subfusil                |          |          |  |
| Škorpion vz. 61             | Subfusil                |          |          |  |
| AKM                         | Fusil de asalto         |          |          |  |
| AK-47                       | Fusil de asalto         |          |          |  |
| AK-74                       | Fusil de asalto         |          |          |  |
| Tipo 56                     | Fusil de asalto         |          |          |  |
| Fusil M16                   | Fusil de asalto         | 73,500   |          |  |
| Carabina M4                 | Fusil de asalto         | 2,200    |          |  |
| C7                          | Fusil de asalto         | 2,500    |          |  |
| M24 Sniper Weapon System    | Fusil de francotirador  |          |          |  |
| M249 squad automatic weapon | Ametralladora ligera    | 2,600    |          |  |
| Ametralladora M240          | Ametralladora media     | 1,700    |          |  |
| RPK ATM                     | Ametralladora media     |          |          |  |
| PKM                         | Ametralladora media     |          |          |  |
| Browning M2                 | Ametralladora pesada    |          |          |  |
| DShK                        | Ametralladora pesada    |          |          |  |
| RPG-7                       | Lanzacohetes antitanque |          |          |  |
| SPG-9                       | Cañón sin retroceso     | 12       |          |  |
| GP-25                       | Lanzagranadas           |          |          |  |
| Lanzagranadas M203          | Lanzagranadas           | 2,250    |          |  |
| Mortero Medio 82 mm         | Mortero                 | 58       |          |  |
| Mortero M224 60 mm          | Mortero                 |          |          |  |
| Mortero M252 81 mm          | Mortero                 |          |          |  |

- Otros vehículos
  - International 7000-MV[42] (2,781)
  - Camiones Transporter Erector Launcher (TEL)
  - Tata Motors SK1613/SE1615/SE1615TC 4 1/2 ton (50+)[43]
  - Camiones de 2 1/2 ton  (100+)
  - Jeeps (120+) - como el Tata Motors Sumo Jeep o Mahindra Jeeps
  - Ambulancias (15+)
  - Otros vehículos técnicos de orígenes varios:
    - Ford Ranger LTV pickups
    - Toyota pickup